# Mausoleo Imamzade (Bardá)
Mausoleo Imamzade (en azerí: İmamzadə türbəsi) es un monumento histórico religioso y arquitectónico, que consta de un mausoleo y una mezquita, en el centro de Bardá.

## Historia

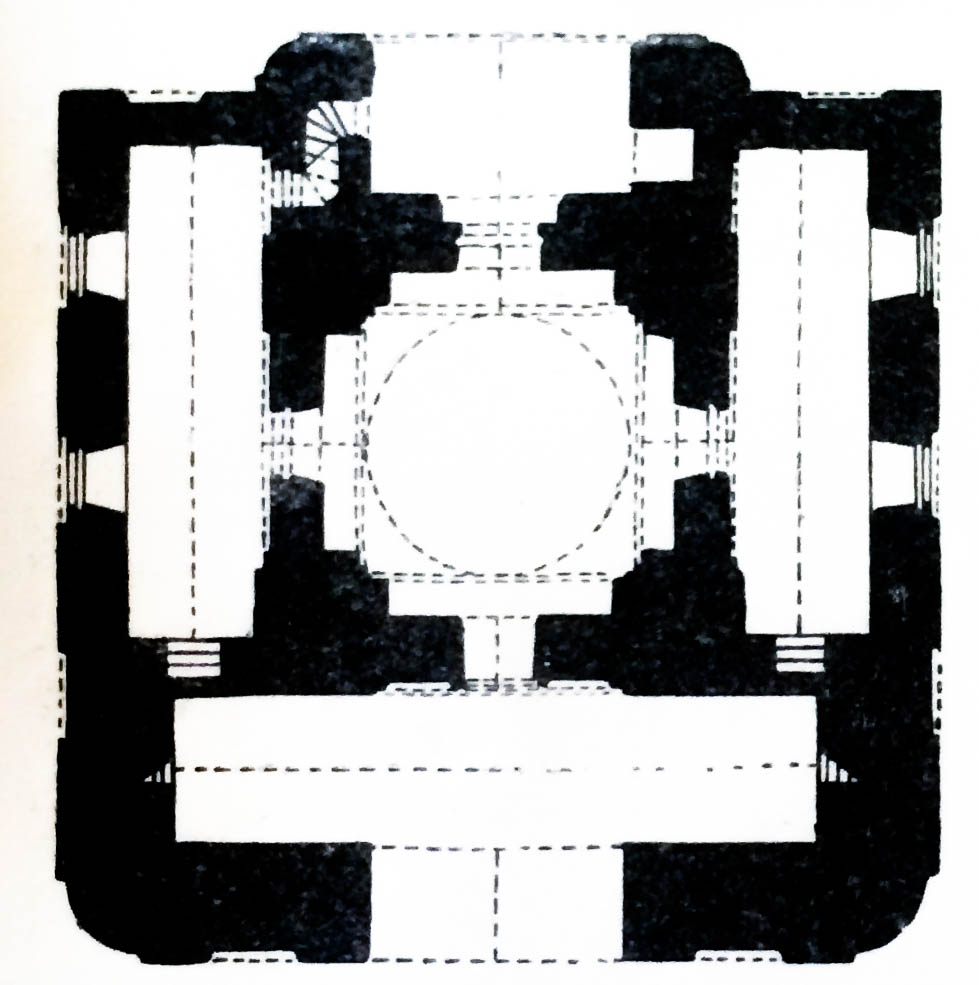
Plano del Mausoleo Imamzade

Abbasgulu Bakıjanov mencionó en su famosa obra Gulistani-Irem en 1841: «En muchos sentidos, las ruinas de la aldea y los tres imamzades de alto rango en las ciudades de Şamaxı, Ganyá y Bardá, así como el Imamzade en la aldea de Bulbule muestran que este país siempre ha sido la patria de los ancianos religiosos».
Según el arquitecto azerbaiyano, Abdulvahab Salamzade, el mausoleo Imamzade era solo una tumba. Más tarde se convirtió en un lugar sagrado. Se adjuntó una mezquita a la tumba y se creó un complejo de los monumentos religiosos. El mausoleo fue construido sobre la tumba de uno de los hijos del quinto imán Muhammad al-Baqir. 
El monumento fue reconstruida por el arquitecto Karbalayi Safikhan Karabakhi en 1868.  La mezquita fue registrada por el Ministerio de Cultura  de Azerbaiyán como monumento histórico y cultural del país.